# Агресивність води
Агресивність води — здатність  води, зокрема окремих з розчинених у ній речовін, руйнувати різні матеріали шляхом хімічного впливу.
Як відомо, звичайна вода, що має хімічну формулу Н2О є дуже сильним розчинником, здатним розчиняти різні речовини. У свою чергу водні розчини, які містять різні хімічні сполуки, також можуть бути хімічно активними, при чому навіть більш активними, ніж просто вода. Наприклад розчин звичайної кухонної солі (NaCl) у воді є дуже сильним кородуючим агентом, який здатний руйнувати метали, бетони, інші будівельні матеріали. Таким чином під агресивністю води мають на увазі ступінь її руйнівного впливу на різні природні і штучні матеріали. Так як в різних географічних точках природна вода має різний мінеральний склад, то й агресивність води по відношенню до різних матеріалів і конструкцій в різних місцях буде у неї різною.
У багатьох місцевостях, переважно в зонах лісу і лісостепу, в складі ґрунтових вод часто містяться гідрокарбонатні іони (НСО3) і вільна вуглекислота (СО2), що переводять в розчин кальцій бетону. Такі води характеризуються вилуговуючою і вуглекислою агресивністю по відношенню до бетону.
У зонах степу, напівпустелі і пустелі, особливо в районах поширення солончаків, у складі ґрунтових вод часто присутні сульфат (SO4)-, хлор (С1)- і магній (Mg2+) іони. Сульфат-іон взаємодіє з бетоном, причому утворюються нові сполуки, які значно збільшують об'єм (цементна бацила), що призводить до поступового руйнування бетону. Іон магнію витісняє з бетону кальцій, тобто теж роз'їдає бетон. Таким чином, ці ґрунтові води мають сульфатну або магнезіальну агресивність по відношенню до бетону.
Ґрунтові води північних районів і заболочених територій часто містять гумінові кислоти як продукти неповного розкладання торфу та інших органічних речовин, у їхньому складі є іон водню. Цей іон може витісняти кальцій з бетону споруд, роз'їдати бетон. Це властивість називається загальнокислотною агресивністю води.
Агресивні води впливають на бетон підземних частин (фундаментів) споруд. Морська або озерна вода роз'їдає бетон причалів, портових та хвилеломних споруд. Ступінь агресивності різних видів оцінюють по санітарних нормах «Ознаки і норми агресивності води середовища для залізобетонних конструкцій». Для боротьби з шкідливою дією агресивних вод застосовують сульфатостійкі марки цементу, особливо щільний бетон, бітумні та інші захисні покриття.
Гази, особливо кисень, вуглекислота, сірководень, а також різні тверді речовини, розчинені у воді, впливають на металеві частини конструкцій. Найбільшу небезпеку корозія представляє для сталі підземних і підводних частин споруд і свинцевої оболонки кабелів. Корозійну активність води та ґрунтів оцінюють за санітарними нормами «Правила захисту підземних металевих споруд від корозії».

## Агресивний вплив води набетон
У процесі будівництва та експлуатації споруд іноді виникає руйнування несучих опор будівель, фундаментів, ростверків, несучих стінок підвальних приміщень.
Справа в тому, що конструктивні елементи будівель зазнають руйнуючого впливу агресивними підземними водами. Агресивність  підземних вод формується через наявність у підземних водах певного хімічного складу розчинених компонентів, що підсилюють розчинення і вилуговування структурних елементів конструкцій.
Агресивні води впливають на бетонні конструкції за рахунок концентрації певних хімічних компонентів. Також чималий вплив завдають температура, швидкість фільтрації водного розчину біля поверхні конструкції. За ступенем впливу на конструкції, води поділяються на: неагресивні, слабоагресивні, середньоагресивні і сильноагресивні.
Критерії оцінки агресивності підземних вод та нормативи впливу підземних вод на основи споруд наведені у відповідних СНіПах.
Основним критерієм оцінки агресивності підземних вод є  фільтраційні характеристики гірських порід (середовища інженерного освоєння).
Для оцінки агресивного впливу підземних вод, ґрунти поділяються на сильно- і середньофільтруючі з коефіцієнтом фільтрації що дорівнює або перевищує 0,1 м/добу і слабофільтруючі (слабопроникні) з коефіцієнтом фільтрації менше 0,1 м/добу. Коефіцієнти фільтрації визначаються за допомогою дослідно-фільтраційних робіт.

### Типізація корозійної активності підземних вод
Опорні конструкції в основному виготовляються з бетону. Можна виділити три види агресивного впливу води на бетонні конструкції.
До першого виду  корозії, що впливає у вигляді вилуговування розчинних компонентів бетону, відноситься бікарбонатна лужність. Другий вид корозії завдають розчинні сполуки, в результаті обмінних реакцій між компонентами цементного каменю і рідкого агресивного середовища. До другого виду корозії відносяться: водневий показник pH, вміст вільної  вуглекислоти [[CO2]], вміст магнезіальних солей (у перерахунку на іон Mg), вміст їдких  лугів (у перерахунку на іони K і Na). Третій вид корозії утворює і накопичує в бетоні малорозчинні солі, які характеризуються збільшенням об'єму при переході в тверду фазу. До третього виду корозії відносяться вміст сульфатів (в перерахунку на іони SO4), вміст їдких лугів ( хлоридів,  сульфатів,  нітратів тощо).

### Агресивність бікарбонатної лужності
Загальна лужність води визначається аніонами слабких  кислот: HCO3, CO3, H3SiO4 та ін. Загальна лужність виражається в миллімолях кислоти, необхідної для її нейтралізації до значень pH = 4.
Оцінка агресивності води наводиться за вмістом бікарбонатної лужності HCO3. При вмісті бікарбонатної лужності понад 1,4 ммоль/л вода буде неагресивною для всіх випадків безнапірних споруд, а при вмісті понад 2,0 ммоль/л — неагресивною і для всіх випадків напірних споруд.
Бікарбонатна лужність природних вод не може бути нижче 0,7 ммоль/л, тому за ступенем впливу на бетон по 1-му виду корозії не нормується як «сильноагресивна».

### Агресивність по водневому показнику (pH)
Зазвичай природні води мають водневий показник, що змінюється від 6 до 8. Цей показник знижується до величин 5,5-5 в ультрапрісних підземних водах хлоридно-кальцієвого типу і деяких вуглекислих мінеральних водах. У болотних водах pH інколи знижується до 4,5-4.
Особливо низькі значення pH відзначаються для верхових боліт (4,0-4,9). Для перехідних боліт pH становить 5,0-5,5, для низинних 6,0-7,0.
Дощові води мають pH 6, річкові води — коло 7, морські води — 8-9.
В окремих випадках зустрічаються сильнокислі води, пов'язані з сульфідними родовищами, в яких pH менше 4. Низькі значення pH можуть відзначатися і в водах, пов'язаних з вулканічними проявами. Лужний характер зазвичай притаманний водам відкритих прісних водойм в літній період і води деяких термальних джерел, де величина цього показника перевищує 9. Води, пов'язані з засоленими ґрунтами, мають pH менше 10.
Агресивні властивості підземних вод до бетону проявляються при pH менше 6,5.

### Агресивність за змістом вільної вуглекислоти (CO2)
Вільна вуглекислота — це газ, розчинений у воді. Та частина вільної вуглекислоти, яка безпосередньо вступає в реакцію з сполуками кальцію, називається агресивною вуглекислотою. Термін «агресивна вуглекислота» є умовним. Агресивні властивості вільної вуглекислоти залежать як від кількості вільної вуглекислоти, так і від наявності та кількості іонів Ca2+, Cl- і SO4- при певній бікарбонатній лужності, тобто від кількості компонентів, здатних зв'язувати вільну вуглекислоту і зменшувати тим самим частку агресивної вуглекислоти. Таким чином, слід розрізняти вільну, пов'язану і агресивну вуглекислоту.
Агресивна вуглекислота визначається експериментально та шляхом розрахунку. Зазвичай агресивні властивості притаманні м'яким водам, що мають кислу реакцію, і болотяним водам, що містять органічні кислоти. Агресивні властивості підземних вод підвищуються при значній інфільтрації дощових і талих вод.
При мінімально можливих вмістах іонів Cl- і SO4- і при мінімальній бікарбонатній лужності вода є агресивною при вмісті вуглекислоти понад 15 ммоль/л для сильно- і середньофільтруючих ґрунтів і понад 55 ммоль/л для слабофільтруючих ґрунтів.

### Агресивність за змістом магнезіальних солей
Оцінювали за вмістом у перерахунку на іон Mg2+. Води агресивні при вмісті магнезіальних солей понад 2000 мг/л у слабофільтруючих ґрунтах або більше 1000 мг/л у інших випадках.

### Агресивність за змістом їдких лугів
Оцінюється в перерахунку на іони K+ і Na+. Води агресивні при вмісті іонів калію і натрію в слабофільтруючих ґрунтах понад 80 г/л, у середньофільтруючих ґрунтах — більше 50 г/л і для напірних споруд — понад 30 г/л.

### Сульфатна агресія
Цей тип агресії оцінюється за вмістом іонів SO42-. Сульфатна агресія пов'язана із вмістом хлору та складом бетону. При вмісті сульфат-іона менше 300 мг/л у всіх ґрунтах і менше 250 мг/л для напірних споруд води неагресивні. Дуже часто сульфатна агресивність пов'язана з місцевим забрудненням вод сульфатмісткими матеріалами.

### Агресивність за змістом хлоридів, нітратів та інших солей їдких лугів
Ця агресивність, як правило, пов'язана зі штучними джерелами забруднення ґрунтових вод при сумарному вмісті агресивних іонів понад 10 г/л і враховується тільки для випаровуючих бетонних поверхонь. Для напірних споруд цей вид агресивності оцінюється за спеціальними програмами.

### Основні ознаки неагресивної води
Основні ознаки неагресивної для бетону води наведені в табл.

## Ресурси Інтернету
- Агрессивность воды [недоступне посилання з червня 2019]
- Агрессивность воды  [Архівовано 24 червня 2016 у Wayback Machine.]
- СНиП 2.03.11-85 Строительные нормы и правила. Защита строительных конструкций от коррозии
- Пособие по проектированию защиты от коррозии бетонных и железобетонных строительных конструкций (к СНиП 2.03.11-85)  [Архівовано 15 жовтня 2012 у Wayback Machine.]